# Muhammad Zakarīyā al-Kāndahlawī
Muhammad Zakarīyā al-Kāndahlawī (arabisch محمد زكريا الكندهلوي, DMG Muḥammad Zakarīyā al-Kāndahlawī auch al-Kāndhalvī, * 12. Februar 1898 in Kandhla, Provinz Uttar Pradesh, Indien; † 24. Mai 1982 in Medina, Saudi-Arabien) war ein prominenter islamischer und sunnitischer Gelehrter des Hadith. Er war ein Vertreter der Deobandi Schule und der Tablighi Jamaat.
Seine bekanntesten Werke sind das Awjāz-ul-Masālik ilá Muwattā Imām Mālik und das Fazail-e Amaal. Seine Werke sind original in Urdu oder Arabisch geschrieben, die Hadithe sind immer im originalen Arabisch und anschließend mit der Übersetzung wiedergegeben.
Er war im Laufe seines Lebens zweimal verheiratet und hatte elf Kinder. Sein Cousin Muhammad Yusuf Kandahlawi war ebenfalls ein bekannter Hadithgelehrter.

## Bekannteste Werke
- Awjāz-ul-Masālik ilá Muwattā Imām Mālik
- Fazail-e Amaal
- Lami‘ al-Dirari ‘ ala Jami‘ ’l-Bukhari
- Al-Abwab wa ’l-Tarajim li ’l-Bukhari
- Juz’ Hajjat al-Wida‘ wa ‘ Umrat al-Nabi
- Khasa’il Nabawi Sharh Shama’il al-Tirmidhi